# Ossora
Ossora (in lingua russa Occopa) è una città situata nell'estremo oriente russo, nel Territorio della Kamčatka. Il piccolo porto si affaccia sul golfo Karaginskij, di fronte all'isola omonima.
È il centro amministrativo del Karaginskij rajon, uno dei quattro rajon fino al 1º luglio 2007 dipendenti dal Circondario dei Coriacchi.

## Storia
Nel 1934, le autorità sovietiche decisero di trasferire in blocco il centro regionale di Karaga. Venne scelta la costa, dove ora è situata Ossora, in quanto luogo molto più confortevole. A differenza di Karaga non vi erano paludi, il terreno sabbioso era resistente, inoltre vi era una folta foresta ricca di legnami pregiati. La presenza di pascoli e una baia profonda e ben delimitata consentivano una rapida comunicazione via mare con i villaggi del distretto. La costruzione delle abitazioni e delle infrastrutture iniziò il 1º agosto 1941.

## Clima
| Ossora (1991-2020) Fonte: | Mesi         | Mesi         | Mesi         | Mesi         | Mesi         | Mesi        | Mesi        | Mesi        | Mesi        | Mesi         | Mesi         | Mesi         | Stagioni | Stagioni | Stagioni | Stagioni | Anno  |
| Ossora (1991-2020) Fonte: | Gen          | Feb          | Mar          | Apr          | Mag          | Giu         | Lug         | Ago         | Set         | Ott          | Nov          | Dic          | Inv      | Pri      | Est      | Aut      | Anno  |
| ------------------------- | ------------ | ------------ | ------------ | ------------ | ------------ | ----------- | ----------- | ----------- | ----------- | ------------ | ------------ | ------------ | -------- | -------- | -------- | -------- | ----- |
| T. max. media (°C)        | −10,4        | −9,4         | −5,7         | −1,3         | 4,6          | 12,4        | 16,8        | 16,3        | 12,2        | 5,0          | −2,2         | −8,2         | −9,3     | −0,8     | 15,2     | 5,0      | 2,5   |
| T. media (°C)             | −14,7        | −14,1        | −10,3        | −5,2         | 1,6          | 8,3         | 12,9        | 12,8        | 8,5         | 1,5          | −5,9         | −12,2        | −13,7    | −4,6     | 11,3     | 1,4      | −1,4  |
| T. min. media (°C)        | −19,5        | −19,2        | −15,4        | −9,7         | −1,4         | 4,6         | 9,6         | 9,5         | 4,7         | −1,9         | −9,9         | −16,8        | −18,5    | −8,8     | 7,9      | −2,4     | −5,4  |
| T. max. assoluta (°C)     | 2,8 (1956)   | 2,5 (1993)   | 2,7 (1988)   | 10,0 (1962)  | 18,6 (2019)  | 28,3 (1973) | 29,2 (1981) | 26,3 (2009) | 24,0 (2017) | 14,4 (1990)  | 7,3 (2003)   | 3,4 (1966)   | 3,4      | 18,6     | 29,2     | 24,0     | 29,2  |
| T. min. assoluta (°C)     | −41,1 (2012) | −40,5 (2012) | −40,3 (1985) | −29,7 (1976) | −16,9 (1975) | −4,4 (1969) | 2,0 (1976)  | −0,9 (1993) | −6,1 (1955) | −17,4 (1977) | −32,2 (1992) | −39,4 (1994) | −41,1    | −40,3    | −4,4     | −32,2    | −41,1 |
| Precipitazioni (mm)       | 48           | 41           | 58           | 37           | 45           | 43          | 49          | 87          | 75          | 77           | 66           | 47           | 136      | 140      | 179      | 218      | 673   |